# Tubilustrium

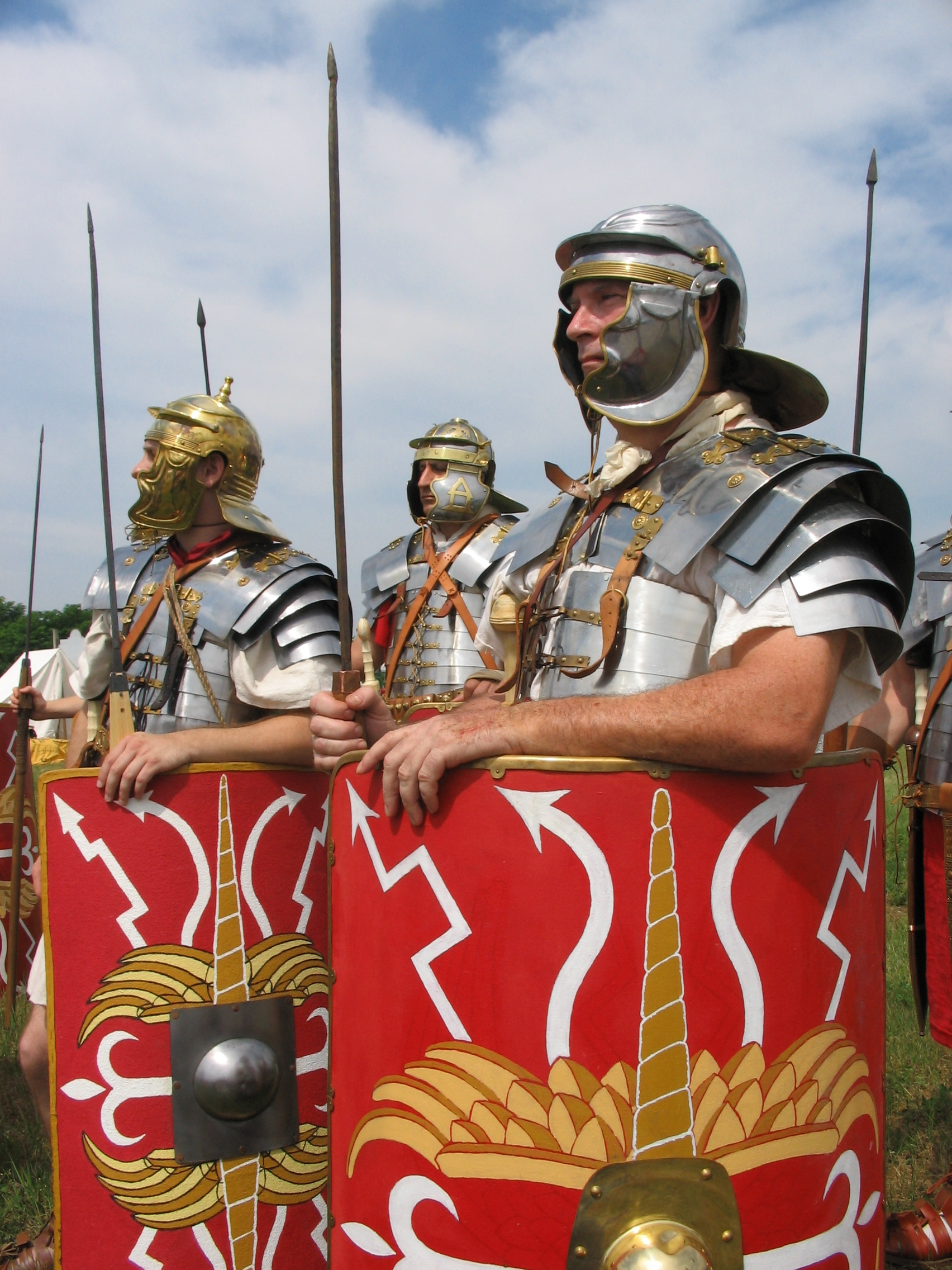
El tubilustrium era una cerimònia relacionada amb la guerra

El tubilustrium era una cerimònia religiosa i festiva de l'antiga Roma, que es duia a terme al mes de març amb l'objectiu de posar a punt les armes en cas que hi hagués guerra. El ritual implicava fer sonar unes trompetes sagrades anomenades tubae.

## Etimologia
Des de l'antiguitat es va proposar que aquesta paraula derivava de la unió de les paraules tubae, les trompetes sagrades i el verb lustro («purificar»). Johannes Quasten, va fer notar que la paraula tubi no pot ser la mateixa de la qual deriva el nom d'aquesta festivitat. Segons ell els tubi eren instruments que només es feien sonar per indicar que es feia un sacrifici i volien dir («flames»), però en aquest cas els instruments es tocaven per purificar les armes de l'exèrcit romà. També s'ha proposat que no es tractés de purificar sinó de fer soroll per ajudar la lluna minvant a morir.

## Descripció
Generalment el tubilustrium se celebrava el darrer dia dels Quinquatres que generalment coincidia amb el 23 de març. Aquest era el mes dedicat al déu de la guerra Mart al qual es dedicaven altres rituals com l'Armilustrium i l'Equirria. El tubilustrium també es dedicava a la deessa Minerva.
La cerimònia es feia en un edifici anomenat atrium sutorium, del qual es té poca informació, però que es creu que estava relacionat amb el gremi de sabaters i per tant, és probable que estigués situat a l'Argilentum. Es feien sonar els instruments sagrats, els sacerdots sacrificaven un anyell i després els salii feien un recorregut pels carrers executant una dansa sagrada.
Una altra cerimònia de Tubilustrium es feia el 23 d'octubre en acabar la temporada de guerres.

## Desaparició de la festa
Després de l'any 450 aC, el Tubilustrium ja no va aparèixer al calendari romà perquè es va fer una reforma per intercalar el mes de traspàs, febrer, però va aparèixer marcat com a "QRCF" (Quando rex Comitiavit Fas, «quan l'autoritat ho permeti»). En els segles següents el Tubilustrium va perdre importància a causa de la manca de connexió directa amb el calendari lunar, per ser finalment percebuda oficialment només amb els dies QRCF, tot i que la paraula antiga es feia servir igualment pel poble.